# Dimidiochromis compressiceps
Dimidiochromis compressiceps (Boulenger, 1908) è un pesce osseo d'acqua dolce appartenente alla famiglia dei Cichlidae. In passato era noto con il sinonimo Haplochromis compressiceps.

## Distribuzione e habitat
È ampiamente distribuito nel lago Malawi e presente anche nel fiume Shire e nel lago Malombe. Vive in zone costiere con acque basse e ricche di vegetazione acquatica.

## Descrizione
Si riconosce facilmente tra gli altri ciclidi del lago Malawi per il corpo e la testa fortemente compressi. La taglia massima è di 23 cm.

## Alimentazione
Dimidiochromis compressiceps si nutre dei giovanili dei Ciclidi "Utaka" (generi Copadichromis e Haplochromis) e altri piccoli pesci di banco.

## Acquariofilia
Viene allevato in acquario.

## Stato di conservazione
Si tratta di una specie abbondante e ben distribuita per cui la IUCN la classifica nella categoria più bassa di minaccia. Un potenziale rischio futuro potrebbe essere la pesca eccessiva, soprattutto quella per il commercio acquariofilo.